# Wellow (île de Wight)
Pour les articles homonymes, voir Wellow.
Wellow est un hameau de l'île de Wight, en Angleterre.
Il est situé dans le Nord-Ouest de l'île, à 4 km au sud-est de la ville portuaire de Yarmouth. Il est traversé par la route B3401 qui relie Yarmouth à Newport. Administrativement, il est rattaché à la paroisse civile de Shalfleet.

## Toponymie
Wellow est un toponyme d'origine vieil-anglaise qui fait référence à un saule (welig en vieil anglais). Il est attesté sous la forme Welig vers la fin du IXe siècle. Dans le Domesday Book, compilé en 1086, le nom du village est orthographié Welige.

## Histoire
La première mention de Wellow dans les sources écrites se trouve dans le testament du roi anglo-saxon Alfred le Grand, établi vers 880. Il y lègue le manoir de Wellow à Ælfthryth, la plus jeune de ses trois filles.
Le Domesday Book indique que le manoir de Wellow est occupé avant la conquête normande de l'Angleterre par un dénommé Cuthwulf, qui le tient directement du roi Édouard le Confesseur. Au moment de la compilation du Book, en 1086, il est passé au roi Guillaume le Conquérant. Le village compte alors 13 habitants et son revenu annuel est estimé à 10 livres.
En 1337, le roi Édouard III accorde le manoir de Wellow au baron Hugues le Despenser. Il revient en 1478 à la Couronne, qui le loue à la famille Dore au XVIe siècle. L'histoire du manoir devient difficile à retracer par la suite.